# Студіо-Сіті

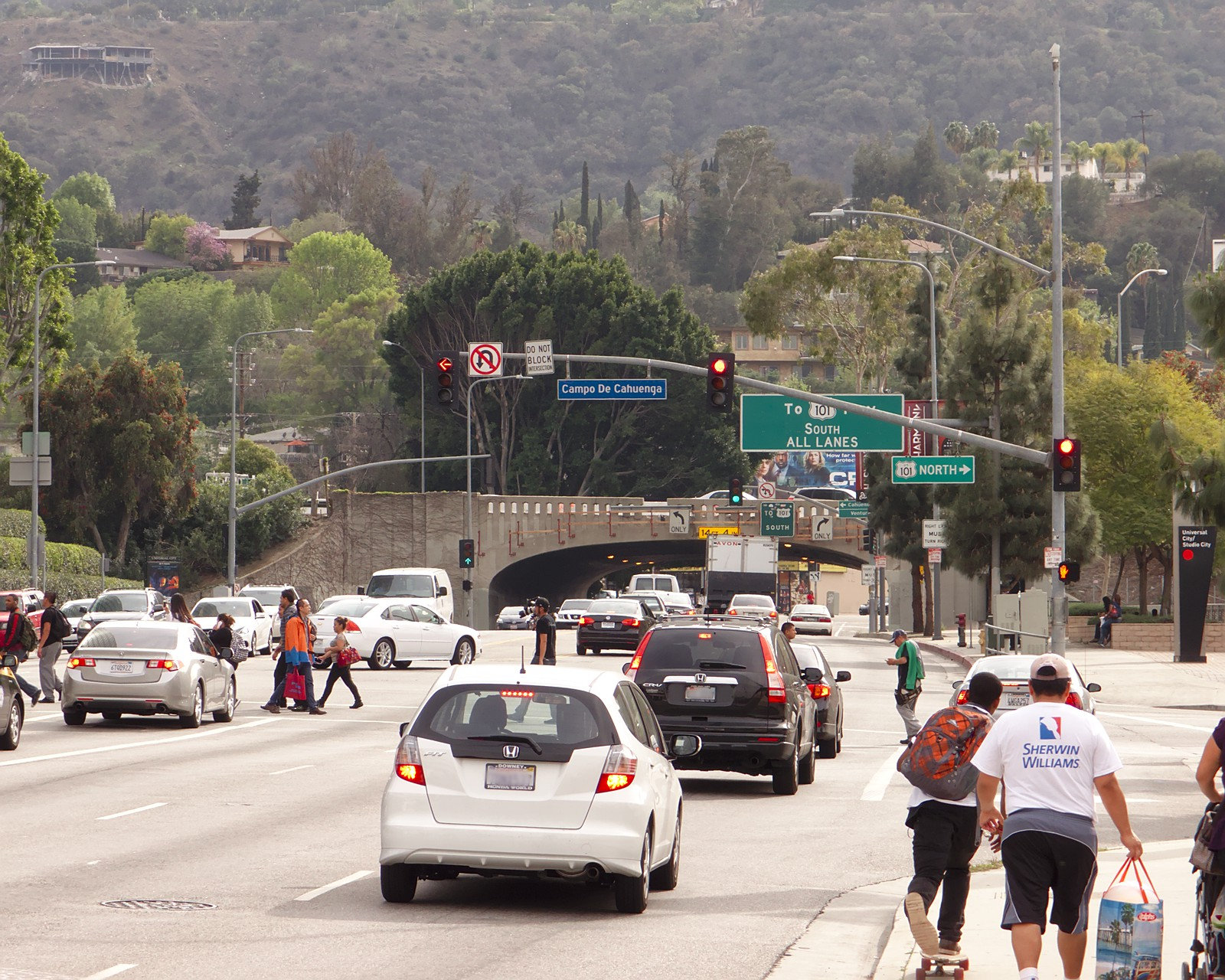
Бульвар Ланкершим біля 101-го фрівею на Голлівуд (наліво). На задньому плані Санта-Моніцькі гори, за якими положені Західний Голлівуд й Беверлі-Хіллс..

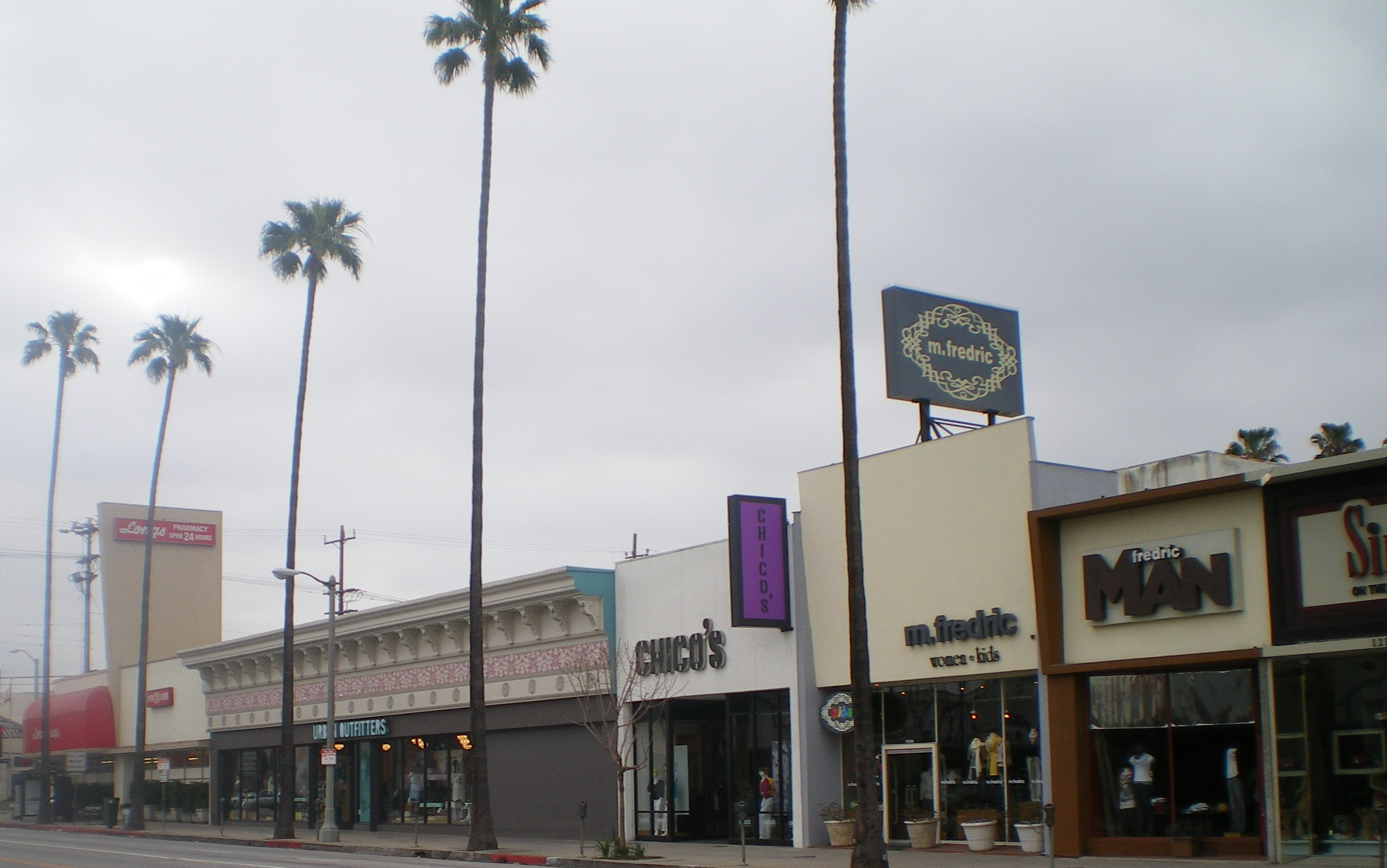
Крамниці на бульварі Вентура.

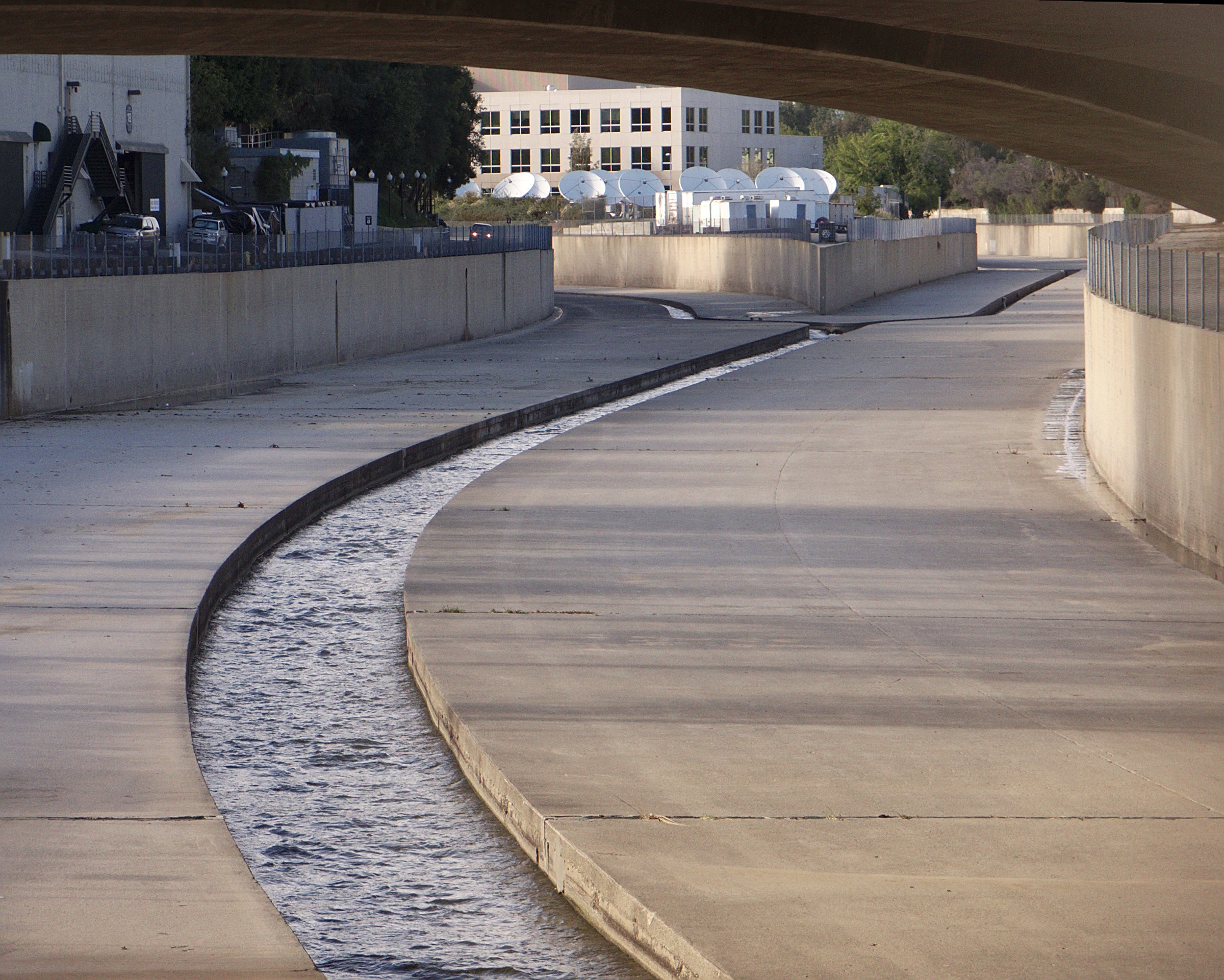
Річка Тахунга-Вош (справа) впливає до Лос-Анжелесу (зліва) у Студіо-Сіті

Студіо-Сіті — північно-центральна місцевість Лос-Анджелеса на північних схилах гір Санта-Моніка й долині Сан-Фернандо. Розташована над річкою Лос-Анжелес.
Південна частина Студіо-Сіті, що лежить на схилах гір Санта-Моніка, населена багатьма всесвітньо відомими акторами та іншими відомими особистостями.

## Географія
Студіо-Сіті має поштові коди 91602 й 91604.
На півночі Студіо-Сіті межує з Валлі-Вілладж, на сході — з Толука-Лейк й Юніверсал-Сіті, на півдні з Голлівуд-Гіллс-Вест й Беверлі-Крест, на півдні — з Шерман-Оакс.

## Господарство
На схід від Студіо-Сіті у Юніверсал-Сіті та Бюрбанці розміщені основні потужності американської кіно- й телевізійної студійної промисловості.
У самому Студіо-Сіті розмішена студія нью-йоркської CBS, Crown Media, що є відгалуженням Hallmark Channel, офіс Accenture.

## Історія
Початково, місцевість Студіо-Сіті займала частину мексиканського Ранчо Сан-Фернандо-Рей-де-Іспанья.
Наприкінці 19 сторіччя земля перейшла у власність Джеймса Бун Ланкершима та 8 інших забудовників, що сформували будівельну й обслуговуючу установу для нового містечка Ланкершим.
В 1927 році кіновиробник Мак Сеннет заснував на подарованих 8 га студійний центр CBS й перейменував Ланкершим на Студіо-Сіті.

## Населення
Населення склало 33783 особи. Площа Студіо-Сіті - 15,09 км². Щільність населення - 2239 особи/км². Населення понад половину білих. Середній дохід на домогосподарство у 2016 році склав 114462 долари. Мешканців, що майже не володіють англійською мовою - 2,6%. Мешканців, що народились у Каліфорнії - 41,5%. Іммігрантів - 17,6%. Середня вартість односімейного окремого будинку у 2016 році - 1,04 млн. доларів.

## Відомі мешканці
- Актори: Дена Ендрюс, Едвард Аснер, Ніл Патрік Гарріс, Сет Макфарлейн, Ед Беглі молодший, Кленсі Браун, Джейсон Прістлі, Джордж Клуні, Міккі Руні, Бред Девіс, Вільям Шетнер, Сейдж Сталлоне, Леонардо Ді Капріо, Зак Ефрон, Ерік Естрада, Куба Гудінг молодший, Раян Гослінг, Том Грін, Антон Єльчін,
- акторки: Ванесса Енн Хадженс, Міла Куніс, Дженнет Маккарді, Алісса Мілано, Хлоя Морец, Маїм Бялік, Івонн де Карло, Анна-Ніколь Сміт, Зоуї Дешанел, Селена Гомес, Софія Вергара,
- співачка: Майлі Сайрус (Ганна Монтана),
- музиканти: Стів Лукатер, Піт Вентц, Френк Заппа,
- комік: Денніс Міллер,
- телеведучий: Кленсі Браун, Алекс Требек,
- режисер: Пол Томас Андерсон,
- мультиплікатор: Джозеф Барбера,
- письменник: Джеррі Пурнелл.

## Пам'ятки
- студійний центр CBS,
- парк Фрайман каньйон,
- парк Вілакр,

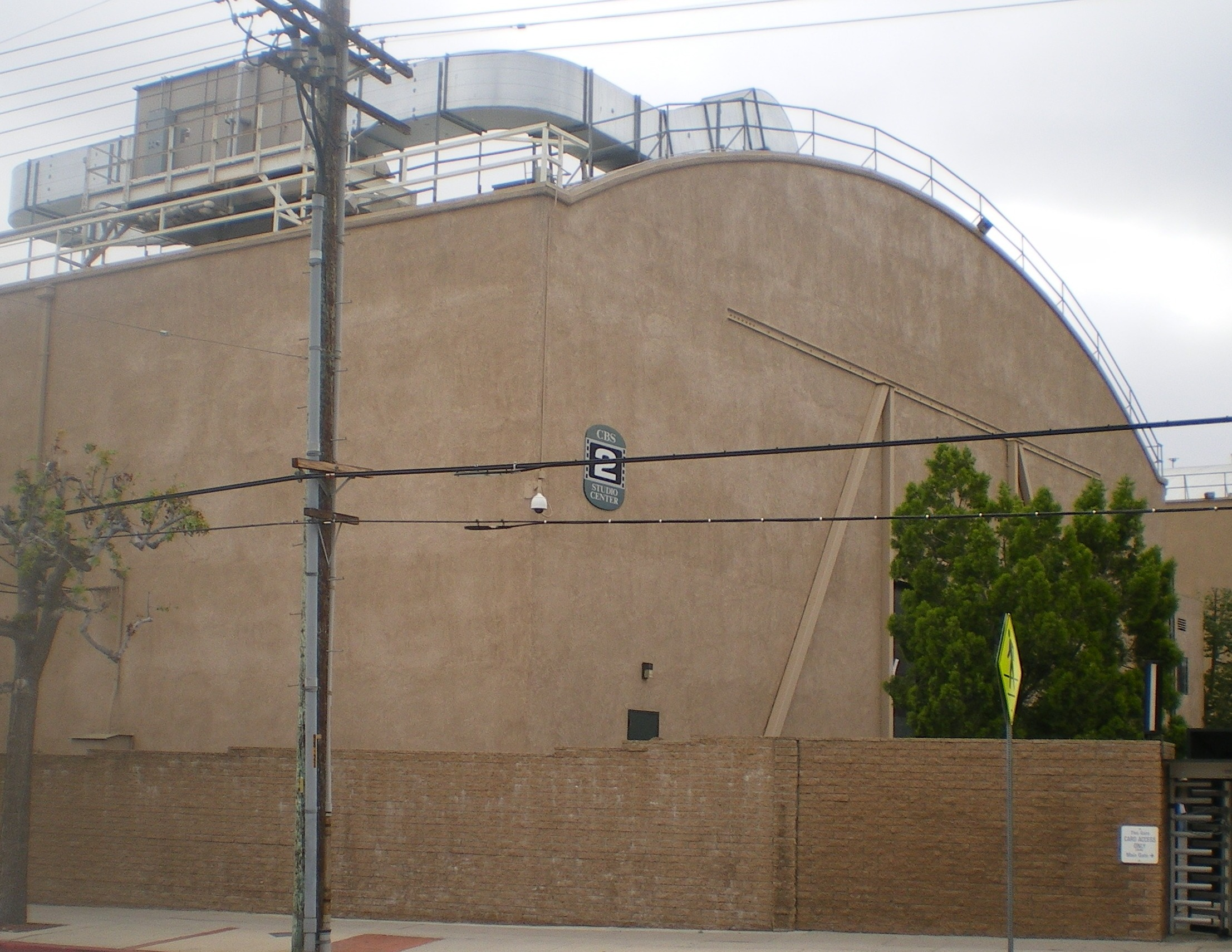
Студійний центр CBS

- прогулянковий шлях вздовж річки Лос-Анджелес,
- будинок телевізійного серіалу «Брейді Банч»,
- декілька будинків архітектора Рудольфа Шиндлера,
- приватний будинок «Хемосфера» за проектом архітектора Джона Лаутнера.